# Arija (satrapija)
Arija (staroperz. Haraiva, avest. Haraeuua, grč. Ἀρ(ε)ὶα, lat. Aria) povijesna je regija Perzijskog Carstva iz doba iranske dinastije Ahemenida, a danas dio istočnog Irana i zapadnog Afganistana.

## Zemljopis
Arija je područje koje je uglavnom obuhvaćalo dolinu rijeke Hari (grč. Ἄρ(ε)ιος), koja je postala eponimom za cijelu regiju. U antičko doba smatrala se vrlo plodnom te je bila poznata po proizvodnji vina. Regija Arija omeđena je planinama regija Paropamisade na istoku te Margu i Hirkanije na sjeveru, odnosno pustinjama regija Karmanije i Drangijane na jugu. Detaljno su je opisali povjesničari Klaudije Ptolomej i Strabon, a prema njihovim zapisima radi se o današnoj regiji Herat na zapadu današnjeg Afganistana.
Prema Plotomeju, prvobitni glavni grad Arije bio je Artacoana (grč. Ἀρτακόανα) ili Articaudna (grč. Ἀρτικαύδνα). U njegovoj blizini kasnije je po nalogu Aleksandra Makedonskog ili njegovih nasljednika izgrađena nova metropola Aleksandrija Arijana (grč. Ἀλεξάνδρεια ἡ ἐν Ἀρίοις), odnosno današnji Herat u sjeverozapadnom Afganistanu. Ptolomej navodi i nekoliko drugih bogatih i plodnih gradova, poput Arije, Suzije, Kandake, Bitakse, Sotere, Nisibisa i Sarmatine.

## Povijest
Arija se spominje u zapisima iz doba dinastije Ahemenida kao jedna od perzijskih satrapija (pokrajina). Oko 520. pr. Kr. slavni perzijski vladar Kir Veliki priključio je Ariju novonastalom Perzijskom Carstvu. Spomenuta je u Darijevim kraljevskim zapisima u Behistunu koji datiraju iz 520. pr. Kr. Delegati iz Arije prikazani su na kraljevskim grobnicama u Nakš-e Rustamu, te na reljefima istočnog stubišta apadane u Perzepolisu. Reljefi ih prikazuju u odjeći skitskog stila; s tunikama i visokim čizmama, te upletenim turbanom oko glave.
U vrijeme Aleksandra Makedonskog, Arija je očito bila važna pokrajina. Njome je upravljao Satibarzan, koji je uz Besa iz Baktrije i Barsenta iz Arahozije bio jedan od tri glavna satrapa istočnog dijela Perzijskog Carstva. Aleksandar je krajem 330. pr. Kr. pokorio pokrajinu i osvojio njezin glavni grad Artacoanu. Arija je kasnije bila dijelom helenističkog carstva u doba Seleukida, no 167. pr. Kr. ponovo dio novog iranskog carstva Parta, odnosno kasnije Sasanida.

## Vanjske poveznice
- Arijci, Livius.org  Arhivirana inačica izvorne stranice od 11. prosinca 2008. (Wayback Machine)
- Perzijske satrapije, Livius.org  Arhivirana inačica izvorne stranice od 7. travnja 2016. (Wayback Machine)
- Enciklopedija Iranica: Arija